# Khách Nhĩ Khách

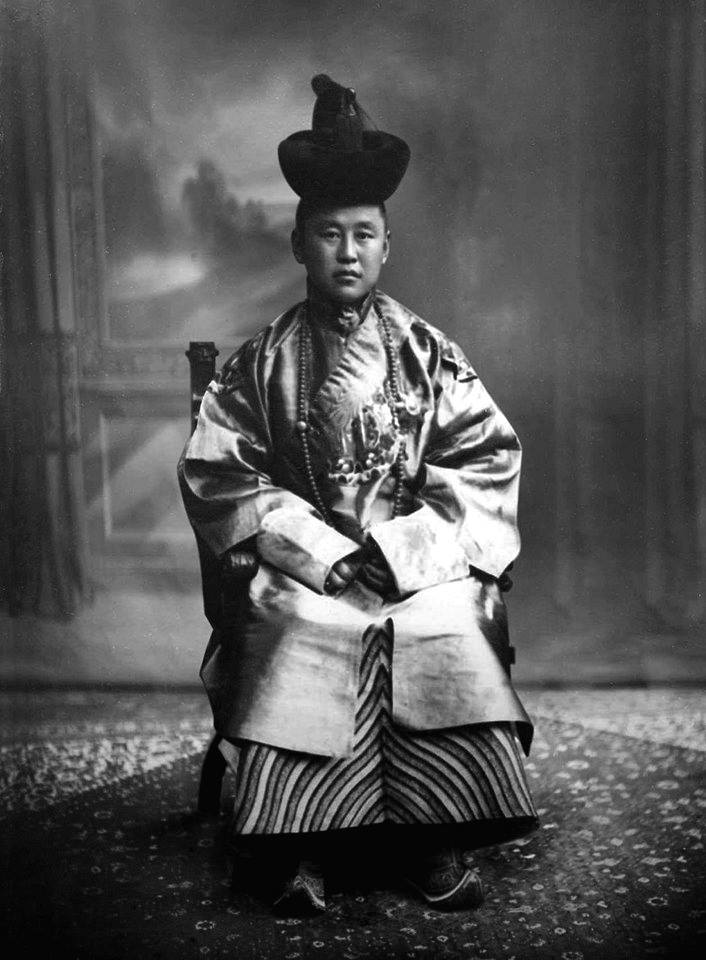
Tögs-Ochiryn Namnansüren - một trại lĩnh của Tái Âm Nặc Nhan, một trong các bộ Khách Nhĩ Khách Mông Cổ.

Khách Nhĩ Khách (chữ Hán: 喀尔喀; tiếng Mông Cổ: ᠬᠠᠯᠬ᠎ᠠ, chữ Mông Cổ: Халх), cũng gọi Mạc Bắc Mông Cổ (漠北蒙古族), Khan Kha hay Hãn Kha Mông Cổ (Khalkha Mongol), là một phân nhánh thị tộc Mông Cổ lớn nhất kể từ thế kỉ 15, cư trú chủ yếu ở vùng Sa mạc Gobi, hiện nay phân bố phần lớn ở khu vực Ngoại Mông Cổ, số ít lại ở Liên Bang Nga và biên giới Trung Quốc.
Người Mông Cổ Khách Nhĩ Khách cùng nguồn gốc với người Mông Cổ cư trú ở Trung Quốc, có ngôn ngữ là hệ ngôn ngữ hiện tại của nhà nước Mông Cổ, gọi là ngữ hệ Mông Cổ. Họ cùng với Sát Cáp Nhĩ, Ngạc Nhĩ Đa Tư cùng Thổ Mặc Đặc, đều là hậu duệ của dòng họ Bột Nhi Chỉ Cân của nhà Nguyên. Hai hệ lớn nhất của Khách Nhĩ Khách đều là hậu nhân của Đạt Diên hãn, một thủ lĩnh Mông Cổ cuối thế kỉ 16, người đã chấn hưng vào tạo nên nhà Bắc Nguyên. Trong khi đó, có một số lượng bộ tộc lại là hậu duệ trực tiếp từ Thành Cát Tư Hãn, và có thế lực độc lập đến tận thế kỉ 20, song họ vẫn thường được liệt vào hệ bộ Khách Nhĩ Khách hơn là một hệ độc lập.
Qua nhiều thay đổi kết cấu cùng quan chế, về phương diện tập tục thừa kế thì Khách Nhĩ Khách vẫn chủ yếu lấy đàn ông thừa kế, phương thức sản xuất chủ yếu vẫn là khu vực một dựa vào thiên nhiên phong phú của từng địa phương, thỉnh thoảng lại có thể tăng lên khu vực hai. Về phương diện tín ngưỡng, họ đều theo nguyên ngưỡng của một hệ tộc Mông Cổ, lấy ngày Hội Naadam làm quốc hội tổ chức long trọng, trong ngày lễ đó thì người đàn ông có đủ tài "Tam nghệ" rất có địa vị đặc biệt.